# Patrizio Gennari
Patrizio Gennari ( 24 de noviembre de 1820, Moresco - 1 de febrero de 1897, Cagliari ) fue un botánico y patriota italiano.
En 1866, fue fundador del Jardín Botánico de la Universidad de Cagliari.
Perteneció a la Constituyente romana.

## Algunas publicaciones
- 1888. Florula di Palabanda. 7 pp.

### Libros
- 1874. Guida dell' Orto Botanico della R. Università di Cagliari. Tip. Edit. dell' Avvenire di Sardegna. 74 pp.

- 1869. Isoeteografia Italica: ossia, Revista delle Isoetee della flora italiana. Tip. Timon. 22 pp.

- 1869. Tentativo di orittognosia sarda, ossia Enumerazione de minerali finora trovati nell'isola di Sardegna, e che compongono la relativa collezione del Museo della regia universita di Cagliari ; premesso un riassunto aforistico delle lezioni di storia naturale (mineralogía). Tip. Timon. 60 pp.

- 1866. Specie e varietà più rimarchevoli e nuove da aggiungersi alla Flora Sarda. Tip. del Corrière di Sardegna. 32 pp. Con Giuseppe Giacinto Moris

## Honores
- 1 de febrero de 1897: miembro correspondiente de la Facultad de Ciencias Físicas, Matemáticas y Ciencias Naturales, de Cagliari

### Epónimos
Género
- (Orchidaceae) Gennaria Parl.[1]

Especies
- (Amaryllidaceae) Narcissus gennarii Parl.[2]

- (Fabaceae) Astragalus gennarii Bacch. & Brullo[3]

- (Orchidaceae) Anacamptis × gennarii (Rchb.f.) H.Kretzschmar, Eccarius & H.Dietr.[4]

- (Orchidaceae)  × Heromeulenia gennarii (Rchb.f.) P.Delforge[5]

- (Rosaceae) Rosa gennarii Huet ex Gennari[6]

- La abreviatura «Gennari» se emplea para indicar a Patrizio Gennari como autoridad en la descripción y clasificación científica de los vegetales.[7]